# Lifetime (groupe)
Pour les articles homonymes, voir Lifetime.
Lifetime est un groupe de hardcore mélodique américain, originaire de New Brunswick, dans le New Jersey. Dissous en 1997, le groupe se reforme en 2005.

## Biographie

### Débuts
Le groupe est formé en 1990 par le chanteur Ari Katz (ex-Enuf) et le guitariste Dan Yemin, et est ancré dans les scènes punk hardcore New York/New Jersey. Ils se sont rencontrés à New Brunswick, dans le New Jersey, à cette période. En 1993, Lifetime publie son premier album Background.
En 1995, le groupe recrute Pete Martin (guitare), David Palaitis (basse), et Scott Golley (batterie). La même année, ils publient leur deuxième album, Hello Bastards chez Jade Tree Records. Hello Bastards marque un léger changement de direction musicale avec l'ajout d'éléments punk mélodique sur tempo hardcore. En 1996, Lifetime sort une compilation sur Glue Records, publiée aussi en Europe chez Day After Records. En 1997, le groupe termine son troisième album, Jersey's Best Dancers. Après une courte tournée, Lifetime décide de se séparer en 1997. Après séparation, Dan Yemin formera les groupes Kid Dynamite et Paint It Black. Dave Palaitis, Ari Katz, et son épouse Tannis Kristjanson forment le groupe Zero Zero.

### Retours
En 2005, le groupe se réunit et joue entre les 19 et 21 août 2005. À la fin mars 2006, Lifetime signe chez DCD2 Records (Decaydance). Peu après, Lifetime commence à écrire et publier son quatrième album, intitulé Lifetime, chez Decaydance le 6 février 2007. En août 2009, le groupe joue avec The Bouncing Souls à deux concerts.

## Membres

### Membres actuels
- Ari Katz – chant
- Dan Yemin – guitare
- Pete Martin – guitare
- Dave Palaitis – basse
- Scott Golley – batterie

### Anciens membres
- Chris Corvino – basse
- Justin Janisch – basse
- Linda Kay – basse
- Chris Daly – batterie
- David Wagenshutz – batterie
- Scott Saint Hilaire – guitare

## Discographie
- 1993 : Background
- 1995 : Hello Bastards
- 1997 : Jersey's Best Dancers
- 2007 : Lifetime